# Idanophana
Idanophana är ett släkte av tvåvingar. Idanophana ingår i familjen fläckflugor.
Kladogram enligt Catalogue of Life:
| Idanophana | \| \| Idanophana gephyra \| \| \| \| \| \| Idanophana missionarius \| \| \| \| |
|            | \| \| Idanophana gephyra \| \| \| \| \| \| Idanophana missionarius \| \| \| \| |
|            | Idanophana gephyra                                                             |
|            |                                                                                |
|            | Idanophana missionarius                                                        |
|            |                                                                                |